# Bornemisza Miklós
Bornemissza Miklós (16. század első fele – 1603. március) tiszttartó, énekszerző.
Protestáns pap lehetett, amikor 1568-ban megírta „Historia, miképen az szent Eleazár pap… martyromságot szenvedett…” című bibliai verses elbeszélést. Ezt valószínűleg Bártfán nyomatatták a XVI. század végén. Ujabb kiadása: Debrecen, 1605., megjelent a Régi Magyar Költők Tára VIII. kötetében.